# 関東六大学女子軟式野球連盟
関東六大学女子軟式野球連盟（かんとうろくだいがくじょしなんしきやきゅうれんめい）とは、関東地域に所在の6校の大学に所属する女子軟式野球部で構成された大学野球リーグである。

## 沿革
- 1987年 - 関東大学女子軟式野球連盟が発足
- 1991年 - 春季に大学・短大別のブロック制に移行
- 1992年 - 秋季に1部・2部制に移行
- 1994年 - 春季に東日本大学女子軟式野球連盟に改称
- 1994年 - 秋季に1部・2部・3部制に移行
- 1995年 - 春季に地域別ブロック制に移行
- 1995年 - 秋季に再び1部・2部・3部制に移行
- 1996年 - 春季に東関東大学女子軟式野球連盟と関東六大学女子軟式野球連盟に分割

## 運営方法
- 構成 - 固定した6校
- 対戦方法 - 一回戦総当たり戦
- 順位決定方法 - 勝率（勝ち数）の一番多いチーム

## 試合会場
リーグ当初は、都立短大曙グランドを使用していたが、現在は都共済清瀬運動場で行っている。

## 加盟大学
- 東京女子体育大学Aチーム
- 東京女子体育大学Bチーム
- 日本女子体育大学Aチーム
- 日本女子体育大学Bチーム
- 日本体育大学
- 日本体育大学短期大学部

※東京都立短期大学が2004年まで加盟していたが、首都大学東京としての統合の影響で脱退。代わりに日本女子体育大学から2チーム目が参加になった。